# SpaceX CRS-16
SpaceX CRS-16, також відома як SpX-16 — шістнадцята місія вантажного космічного корабля Dragon до Міжнародної космічної станції, яку запущено 5 грудня 2018 року. Повернення на Землю відбулося 14 січня 2019 року. Політ ракети-носія компанії SpaceX здійснюється в рамках контракту Commercial Resupply Services із компанією НАСА. Перший запуск місії Dragon за допомогою ракети-носія Falcon 9 Block 5.

## Історія програми
У лютому 2016 року НАСА і компанія SpaceX підписали додаток до контракту на п'ять додаткових місій CRS (від SpaceX CRS-16 до CRS-20). У червні 2016 року було повідомлено про запланований запуск у серпні 2018, проте у травні 2018 він був перенесений на 29 листопада 2018 року, а згодом — на 4 грудня. Проте за день до запуску у кормі для мишей, який планувалося відправити до МКС, було виявлено цвіль, тому для його заміни запуск було відкладено на 5 грудня.
Для запуску було використано 1 ступінь ракети Falcon 9, яка до цього не використовувалась.

## Корисне навантаження
Корабель має доставити до МКС 2540 кг вантажу, зокрема продукти харчування, воду, обладнання та матеріали для понад 250 наукових експериментів.
Серед основної апаратури на борту Dragon — лідар GEDI від NASA (англ. Global Ecosystem Dynamics Investigation) і прилад RRM 3 (англ. Robotic Refueling Mission 3). Проєкт GEDI дасть NASA змогу в глобальному масштабі і з високою точністю створити 3D-модель лісового покриву, а також виміряти, як вирубка лісів впливає на концентрацію в атмосфері вуглекислого газу. За проєктом RRM3 науковці вивчають нові методи передачі і зберігання в умовах мікрогравітації надохолоджених рідин (як-от метану). Удосконалення цих методик допоможе полегшити далекі космічні експедиції, в тому числі на Місяць або Марс.
Крім того, серед вантажу будуть матеріали для конкурсу Guardians of the Galaxy Space Station Challenge під егідою кіностудії Marvel Entertainment і Національної лабораторії США. Підлітки змагаються, у кого кращий науковий проєкт у космосі.
На станцію також доставлять пару кубсатів.

## Запуск та політ
Корабель було запущено 5 грудня 2018 року о 18:16 (UTC) зі стартового майданчика SLC-40 Бази ВПС США на мисі Канаверал. Корисне навантаження було успішно виведено на орбіту. Планувалося, що перший ступінь повернеться до місця старту. Проте через технічні проблеми він приземлився неподалік запланованого місця на поверхню океану. Причиною аварії став вихід із ладу насосу гідравлічної системи управління гратчастими стабілізаторами.
Стикування МКС відбулося 8 грудня. Після зближення стикування було відкладено через порушення космічного зв'язку з МКС через супутник-ретранслятор. Після перемикання на резервний супутник зв'язок вдалося відновити та кран-маніпулятор Канадарм2 захопив Dragon та пристикував до модуля Гармоні.
Відстиковка спочатку була запланована на 10 січня 2019 року. Проте напередодні вказаної дати її було скасовано через погані погодні умови в районі запланованого приводнення корабля. Відстикування та успішне повернення на Землю відбулося 14 січня. Корабель приводився у заданому районі Тихого океану. Dragon повернув з МКС результати наукових експериментів. Це було перше приводнення спускного апарата в нічний час.

## Галерея

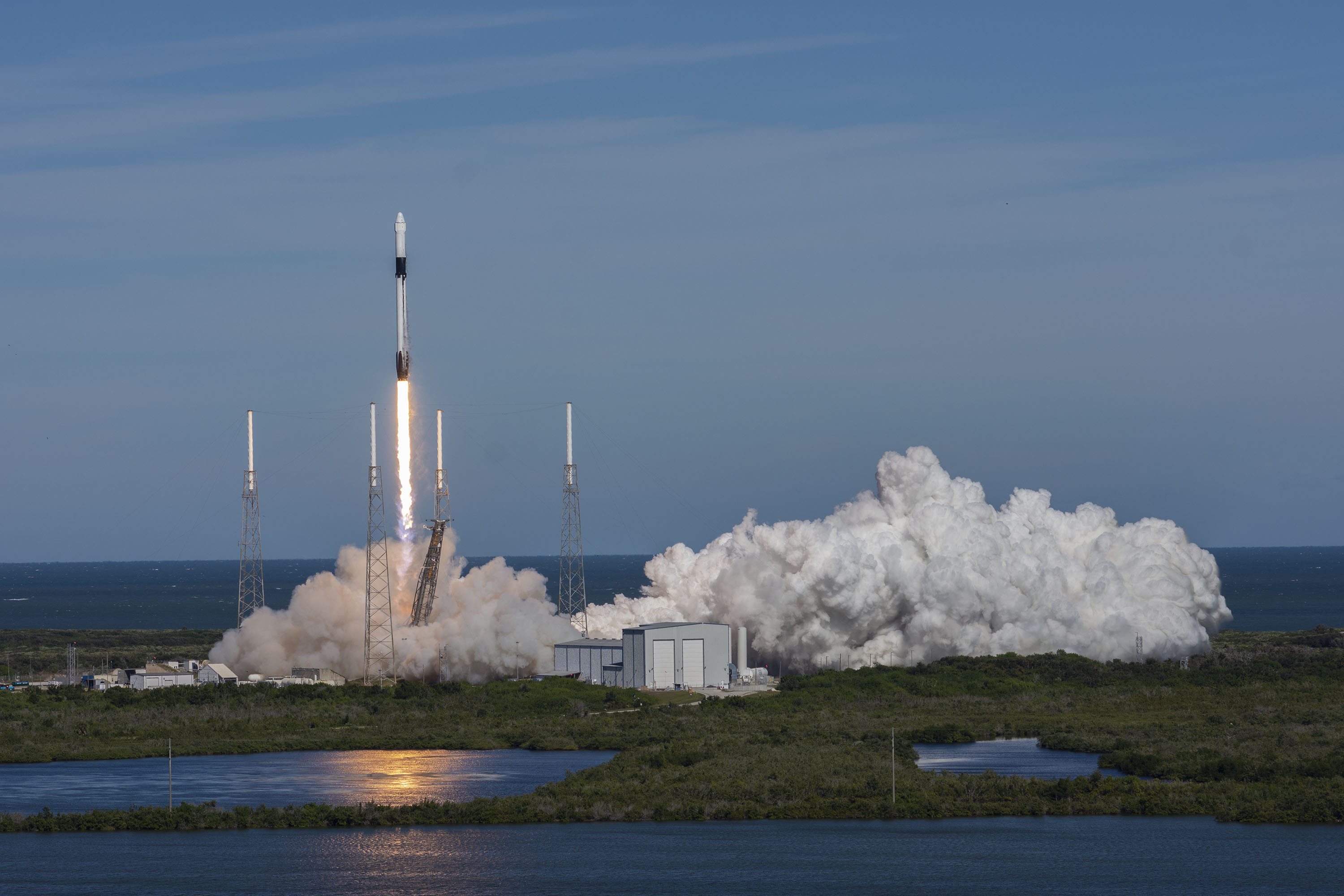
Запуск корабля
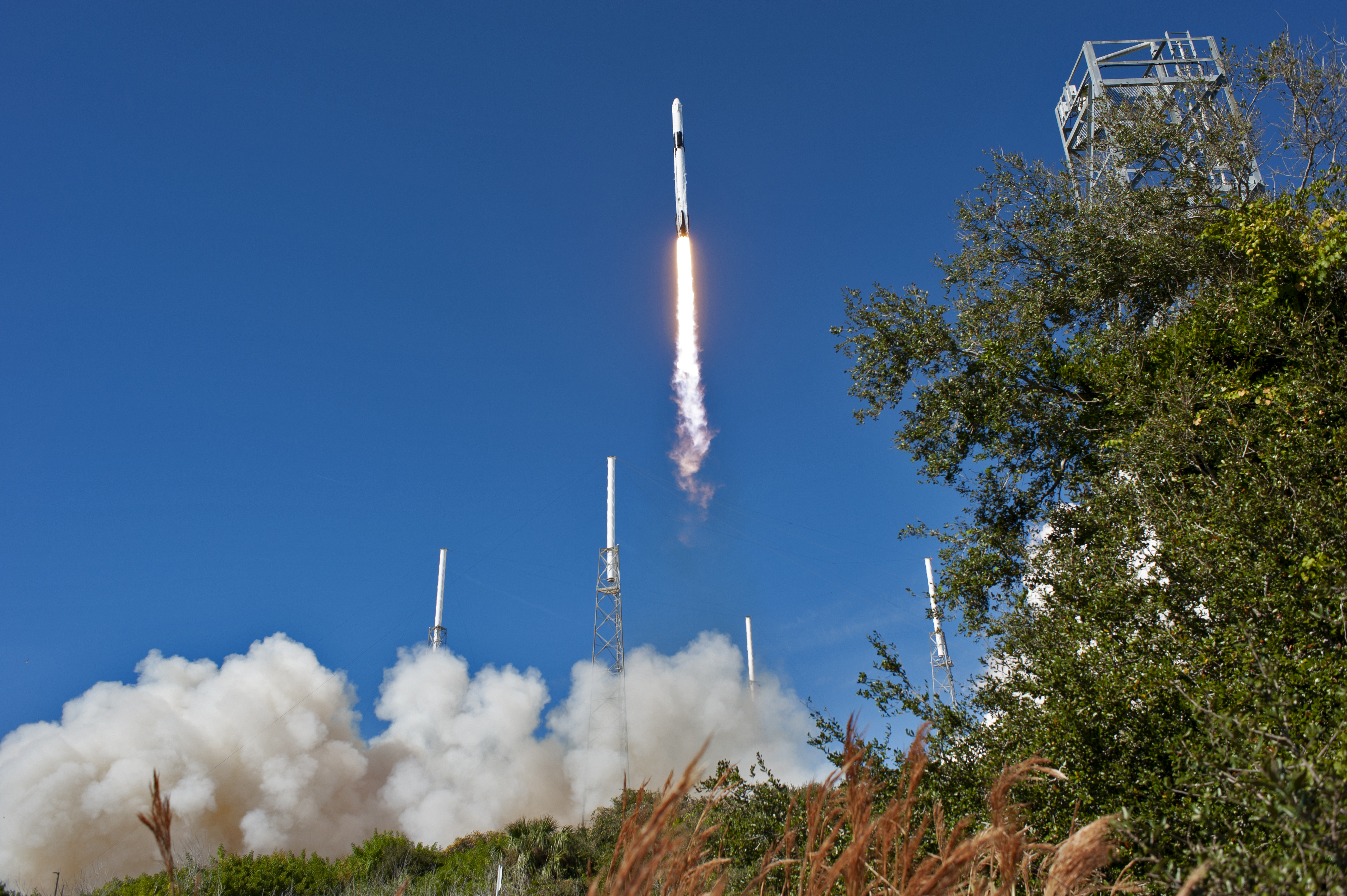
Запуск корабля
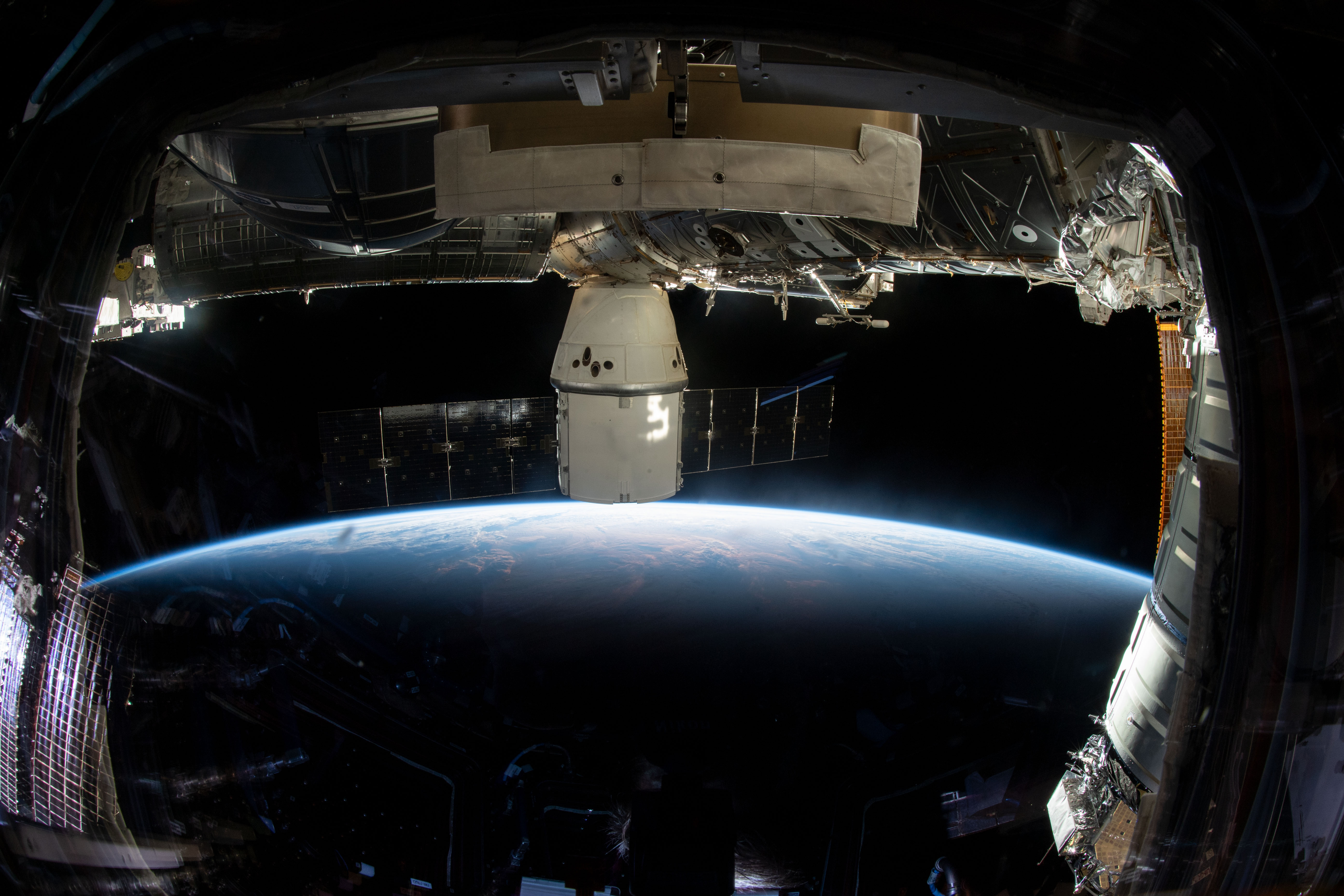
Dragon, пристикований до МКС (21.12.2018)
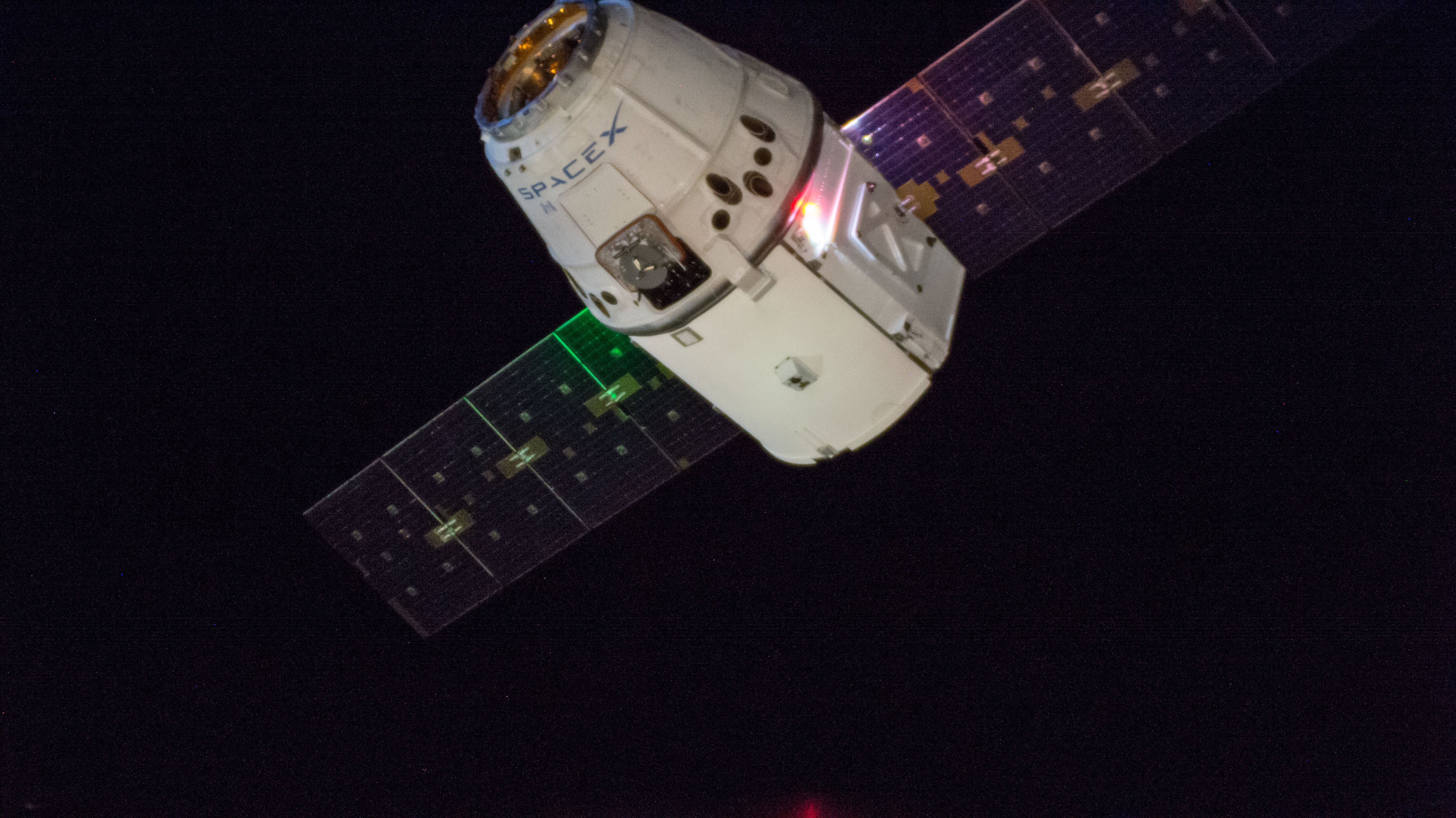
Момент відстиковки від МКС (14.01.2019)